# Râul Valea Feții
Râul Valea Feții este un curs de apă, afluent al Râul Repede. 

## Hărți
- Harta județului Maramureș
- Harta Munții Rodnei  Arhivat în 22 iulie 2020, la Wayback Machine.